# شفيقة حبيبي
شفيقة حبيبي صحفية ومقدمة برامج إخبارية وناشطة وسياسية أفغانية.عرفت بدعمها للصحفيات وبترشحها لمنصب نائب الرئيس ضمن حمله عبد الرشيد دوستم الرئاسية.

## حياتها الشخصية
تنتمي شفيقة حبيبي لعائلة أحمدزاي باشتون ذات الخلفية الأرستقراطية الراقية. وبالرغم من نشأتها في كابل إلا أن عائلتها تنتمي ل مقاطعة لوغار. حصلت شفيقة حبيبي علي درجتها الجامعية في الصحافة من جامعة كابل عام 1966. تزوجت من محمود حبيبي الذي شغل عده مناصب في الحكومة الأفغانية منها وزير الإعلام للملك الظاهر شاه، كما شغل منصب رئيس مجلس الشيوخ الأفغانى في عهد الرئيس محمد نجيب الله. وعندما سيطر المجاهدون علي كابول في عام 1992 انتقلت مع زوجها لفترة وجيزة إلي مزار الشريف مع مئات الآلاف الأخرين. وعندما بدأت الولايات المتحدة في قصف كابل فرت شفيقة إلي مدينة بيشاور في باكستان.

## الصحافة والنشاط والسياسة
عملت شفيقة حبيبي في راديو أفغانستان بعد حصولها علي الدرجة الجامعية مباشرة، كما قرأت الشعر على شاشة التلفزيون وعملت أيضا مذيعة أخبار، أسست المركز الصحفي للمرأة.وبحلول أكتوبر / تشرين الأول 2016، شغلت شفيقة حبيبي منصب رئيسة نقابة الصحفيات الأفغانيات.
أسست شفيقة حبيبي منظمة البث الإذاعي والتلفزيوني النسائية لدعم الصحفيات عام 1994, وعندما تولت طالبان السلطة في عام 1996تم منعها من بث الأخبار. وخلال السنوات الخمس لحكومة طالبان، أنشات شفيقة حبيبي «مدارس حرفية» حيث يمكن للمرأة صناعة بعض الأشغال اليدوية وبيعها لاحقا، كما أسست منظمة «تحت الأرض» النسائية.
وبينما كانت طالبان تحتفظ بالسلطة في أفغانستان، كانت حبيبي تدير سرا 8 مدارس داخلية للبنات، والتي ظلت تعمل في الخفاء بعيداعن أعين الحكومة. وبعد إسقاط طالبان في عام 2001، عملت شفيقة في اللجنة الأفغانية المستقلة لحقوق الإنسان.
في عام 2004، ترشحت شفيقة حبيبي لمنصب نائب الرئيس الأفغاني، ضمن حمله عبد الرشيد دوستم وهو جنرال في الجيش الأفغاني. شفيقة حبيبي كانت إحدي  ثلاث نساء فقط في السباق الرئاسي لذلك العام.  شفيقة حبيبي أيضا هي مديرة الرابطة النسائية الجديدة في أفغانستان، وهي منظمة غير حكومية تقوم بالتحقيق في حالات العنف الجنسي. ويذكر أنها صرحت بأن الحكومة الأفغانية غير مبالية بالعنف الجنسي ضد المرأة، وهي مسؤولة عن ارتفاع معدلات هذا العنف.

## الجوائز والتقدير
تعرف شفيقة حبيبي بأنها مناضلة لحقوق الإنسان ومفكرة مهتمة بالشأن العام.
في عام  2002  Ida B. Wells Bravery in Journalism Award في الصحافة.
أيضا في عام 2002، أعلنت المنظمة النسائية غير الربحية  Women's eNews شفيقة حبيبي بأنها واحدة من 21 قائد للقرن الحادي والعشرين  لعملها كصحفية تغطي حقوق المرأة، وأيضا لتنظيم صحفيات أخريات. في عام 2005، كانت شفيقة حبيبي ضمن ألف امرأة رشحت لجائزة نوبل للسلام.